# Jet de Landau-Squire
En mécanique des fluides le jet de Landau-Squire ou jet de Landau immergé décrit l'influence d'une source ponctuelle dans un écoulement stationnaire, incompressible, en géométrie cylindrique. La solution analytique de ce problème a été donnée par Lev Landau en 1944, et Herbert Squire en 1951.

## Position du problème

Lignes de courant d'un jet de Landau-Squire pour c = 0.01

Lignes de courant d'un jet de Landau-Squire pour c = 0.1

Lignes de courant d'un jet de Landau-Squire pour c = 1

Le problème est décrit en coordonnées sphériques  {\displaystyle (r,\theta ,\phi )}. La vitesse est  {\displaystyle \mathbf {v} =(u,v,0)}. L'équation de conservation de quantité de mouvement pour un écoulement incompressible s'écrit
{\displaystyle {\begin{aligned}&{\frac {1}{r^{2}}}{\frac {\partial }{\partial r}}(r^{2}u)+{\frac {1}{r\sin \theta }}{\frac {\partial }{\partial \theta }}(v\sin \theta )=0\\[8pt]&u{\frac {\partial u}{\partial r}}+{\frac {v}{r}}{\frac {\partial u}{\partial \theta }}-{\frac {v^{2}}{r}}=-{\frac {1}{\rho }}{\frac {\partial p}{\partial r}}+\nu \left(\nabla ^{2}u-{\frac {2u}{r^{2}}}-{\frac {2}{r^{2}}}{\frac {\partial v}{\partial \theta }}-{\frac {2v\cot \theta }{r^{2}}}\right)\\[8pt]&u{\frac {\partial v}{\partial r}}+{\frac {v}{r}}{\frac {\partial v}{\partial \theta }}+{\frac {uv}{r}}=-{\frac {1}{\rho r}}{\frac {\partial p}{\partial \theta }}+\nu \left(\nabla ^{2}v+{\frac {2}{r^{2}}}{\frac {\partial u}{\partial \theta }}-{\frac {v}{r^{2}\sin ^{2}\theta }}\right)\end{aligned}}}
où
{\displaystyle \nabla ^{2}={\frac {1}{r^{2}}}{\frac {\partial }{\partial r}}\left(r^{2}{\frac {\partial }{\partial r}}\right)+{\frac {1}{r^{2}\sin \theta }}{\frac {\partial }{\partial \theta }}\left(\sin \theta {\frac {\partial }{\partial \theta }}\right)}
Les conditions limites à l'infini amont sont
{\displaystyle u=v=0\,,\quad p=p_{\infty }}

## Solution autosimilaire
On recherche une solution sous forme d'un écoulement auto-similaire
{\displaystyle u={\frac {\nu }{r\sin \theta }}f'(\theta ),\quad v=-{\frac {\nu }{r\sin \theta }}f(\theta )}
En introduisant cet ansatz dans l'équation ci-dessus il vient
{\displaystyle {\frac {p-p_{\infty }}{\rho }}=-{\frac {v^{2}}{2}}+{\frac {\nu u}{r}}+{\frac {c_{1}}{r^{2}}}}
{\displaystyle -{\frac {u^{2}}{r}}+{\frac {v}{r}}{\frac {\partial u}{\partial \theta }}={\frac {\nu }{r^{2}}}\left[2u+{\frac {1}{\sin \theta }}{\frac {\partial }{\partial \theta }}\left(\sin \theta {\frac {\partial u}{\partial \theta }}\right)\right]+{\frac {2c_{1}}{r^{3}}}}
où  {\displaystyle c_{1}}  est une constante.
On effectue le changement de variable  {\displaystyle \mu =\cos \theta }. Les composantes de la vitesse s'écrivent
{\displaystyle u=-{\frac {\nu }{r}}f'(\mu ),\quad v=-{\frac {\nu }{r}}{\frac {f(\mu )}{\sqrt {1-\mu ^{2}}}}}
L'équation de conservation devient
{\displaystyle f'^{2}+ff''=2f'+[(1-\mu ^{2})f'']'-2c_{1}}
Après une double intégration
{\displaystyle f^{2}=4\mu f+2(1-\mu ^{2})f'-2(c_{1}\mu ^{2}+c_{2}\mu +c_{3})}
où  {\displaystyle c_{2}}  et {\displaystyle c_{3}}  sont des constantes d'intégration.
Il s'agit là d'une équation de Riccati dont la solution est
{\displaystyle f=\alpha (1+\mu )+\beta (1-\mu )+{\frac {2(1-\mu ^{2})(1+\mu )^{\beta }}{(1-\mu )^{\alpha }}}\left[c-\int _{1}^{\mu }{\frac {(1+\mu )^{\beta }}{(1-\mu )^{\alpha }}}\right]^{-1}}
où  {\displaystyle \alpha ,\ \beta ,\ c}  sont des constantes. La solution ne peut admettre de singularité qu'à l'origine. On a donc  {\displaystyle \alpha =\beta =0}   où, de manière équivalente  {\displaystyle c_{1}=c_{2}=c_{3}=0}.  Dès lors
{\displaystyle f={\frac {2(1-\mu ^{2})}{c+1-\mu }}={\frac {2\sin ^{2}\theta }{c+1-\cos \theta }}}

## Propriétés de la solution
{\displaystyle f}  est reliée à la fonction de courant par  {\displaystyle \psi =\nu rf}. Ses contours se confondent donc avec celles-ci. Cette solution décrit l'écoulement entraîné en amont écarté de l'axe par la source dont l'intensité est donnée par la constante c qui s'interprète en termes de force volumique axiale. Le « bord » du jet peut être défini par le point où les lignes de courant sont le plus près de l'axe, soit
{\displaystyle \theta _{o}=\arccos \left({\frac {1}{1+c}}\right)}
On voit que
{\displaystyle c\to \infty \quad \Rightarrow \quad \theta _{0}\to {\frac {\pi }{2}}}
La limite correspond au jet de Schlichting dans lequel la source constitue un véritable mur pour l'écoulement amont.